# The Geranium (film 1912)
The Geranium è un cortometraggio muto del 1912. Il nome del regista non viene riportato nei credit del film che, prodotto dalla Reliance Film Company, aveva come interpreti Hector Dion, Gertrude Robinson, James Cooley.

## Produzione
Il film venne prodotto dalla Reliance Film Company

## Distribuzione
Distribuito dalla Film Supply Company, il film - un cortometraggio di 150 metri - uscì nelle sale cinematografiche degli Stati Uniti il 25 settembre 1912. Nelle proiezioni, veniva programmato con il sistema dello split reel, accorpato in un'unica bobina con un altro cortometraggio prodotto dalla Reliance, la comica Bedelia and Her Neighbor.